# Prison de Tartu
La prison de Tartu (estonien : Tartu Vangla) est un bâtiment du quartier industriel de Ropka à Tartu en Estonie.

## Présentation
La prison de Tartu est une prison administrée par le ministère de la Justice.
La prison a été conçue par le bureau d'architecte Kalle Glad, EstKONSULT et construite par Skanska EMV.
La prison a été fondée en 2000 et les premiers détenus sont arrivés le 16 octobre 2002. 
La superficie totale est de 93 763 m2.
La construction a commencé après que le Parlement a approuvé un prêt de 13 500 000 € de la Banque nordique d'investissement.
La prison détient plusieurs criminels de guerre, dont Dragomir Milošević, Milan Martić et Milan Lukić,
.

## Galerie

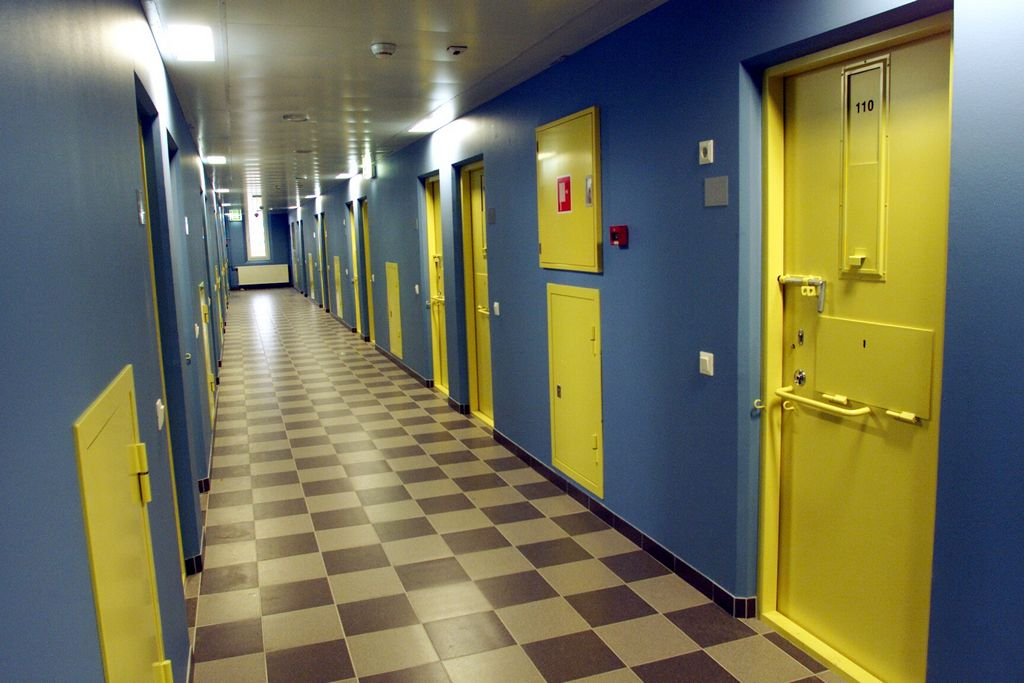
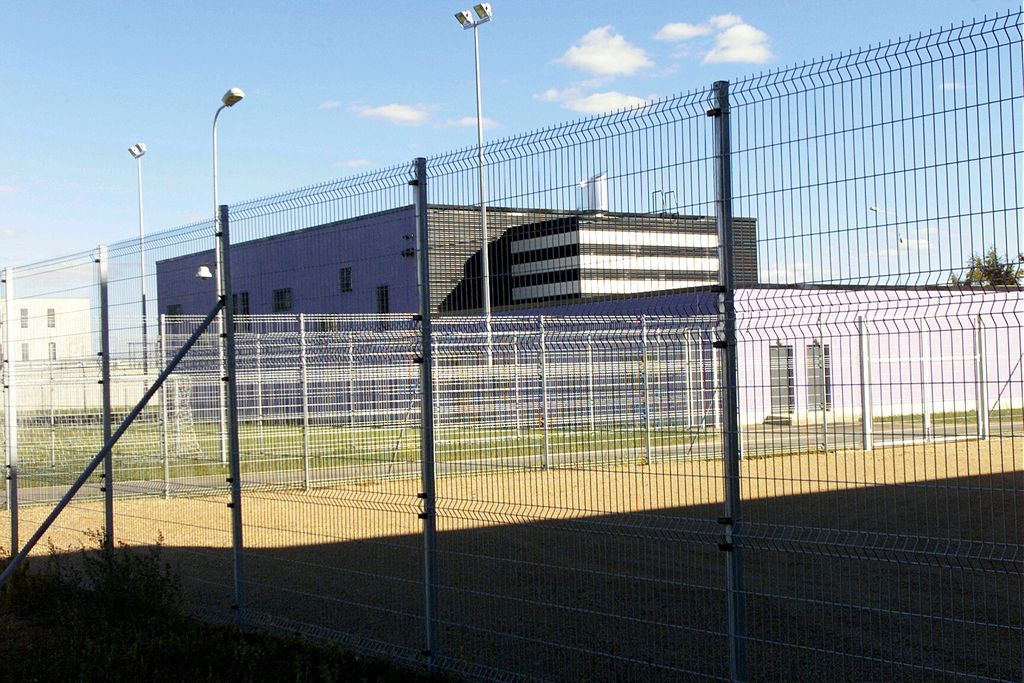
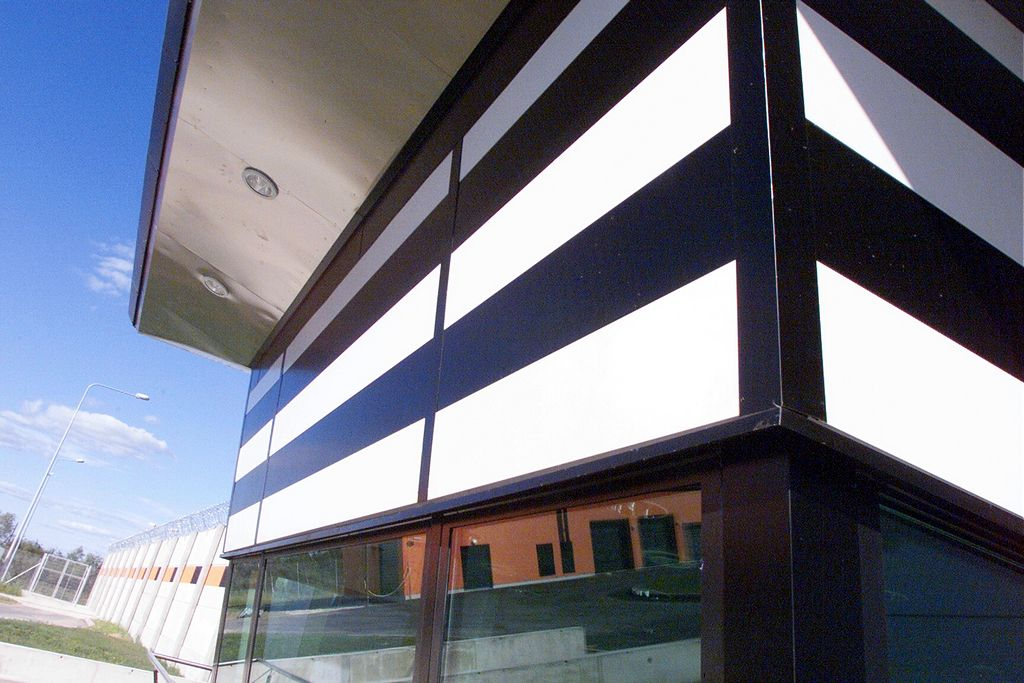
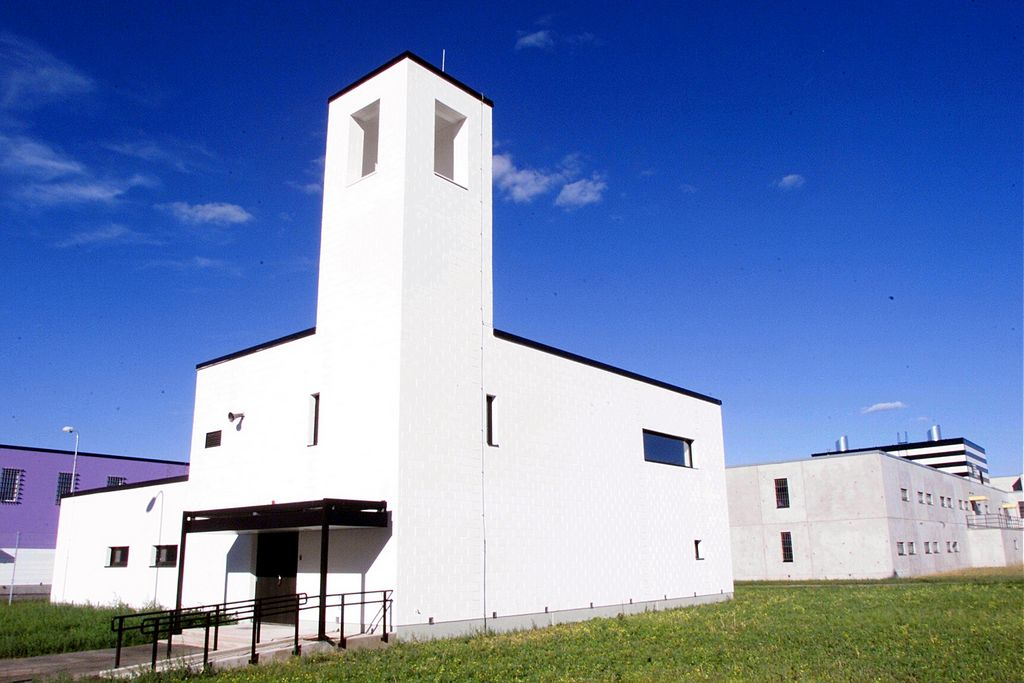
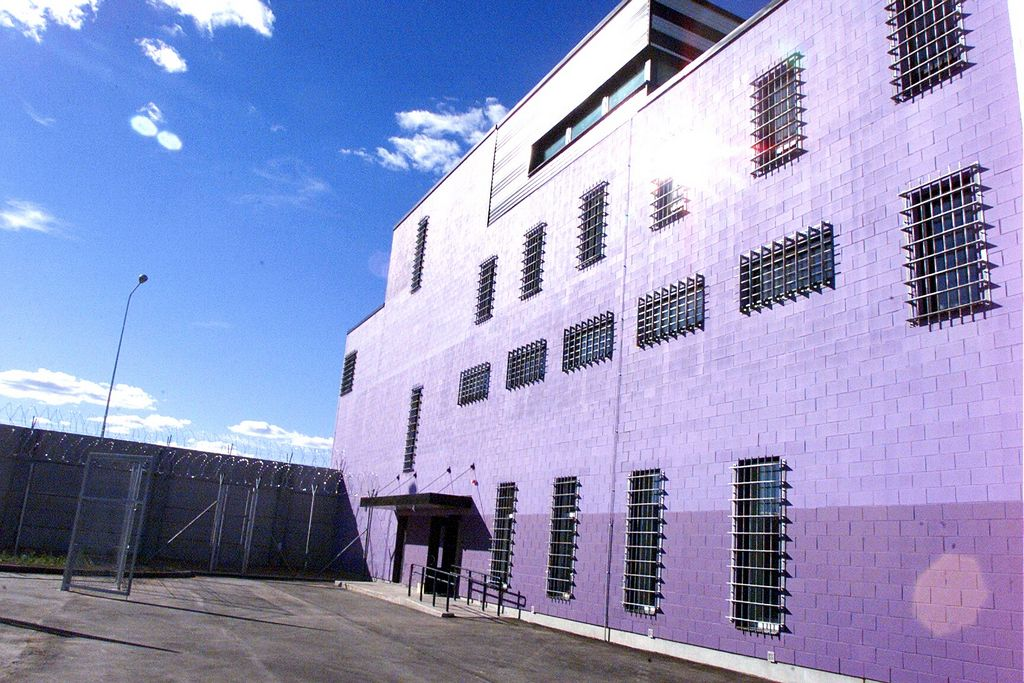